# Tovo di Sant’Agata

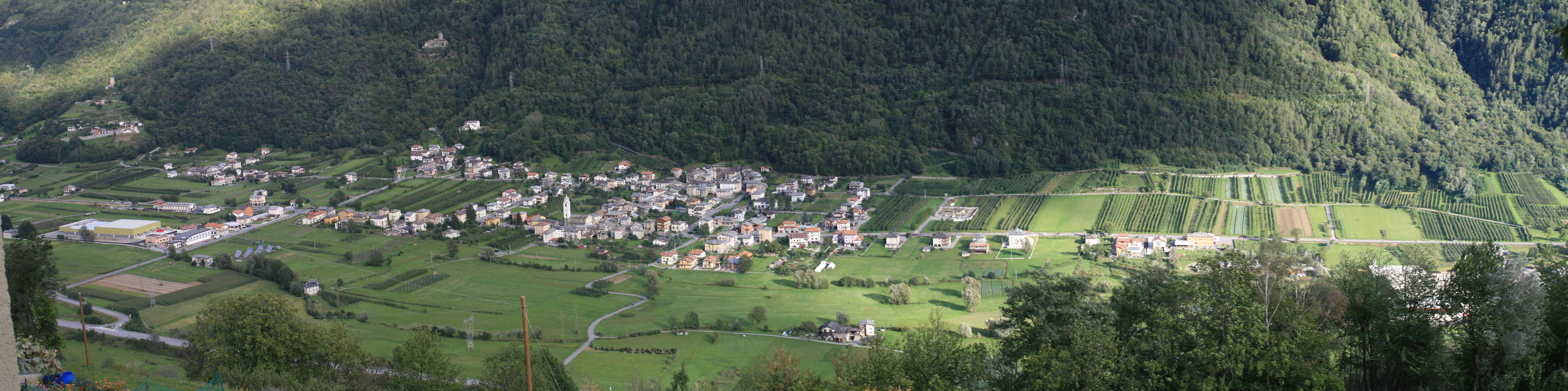
Tovo di Sant’Agata, Panorama

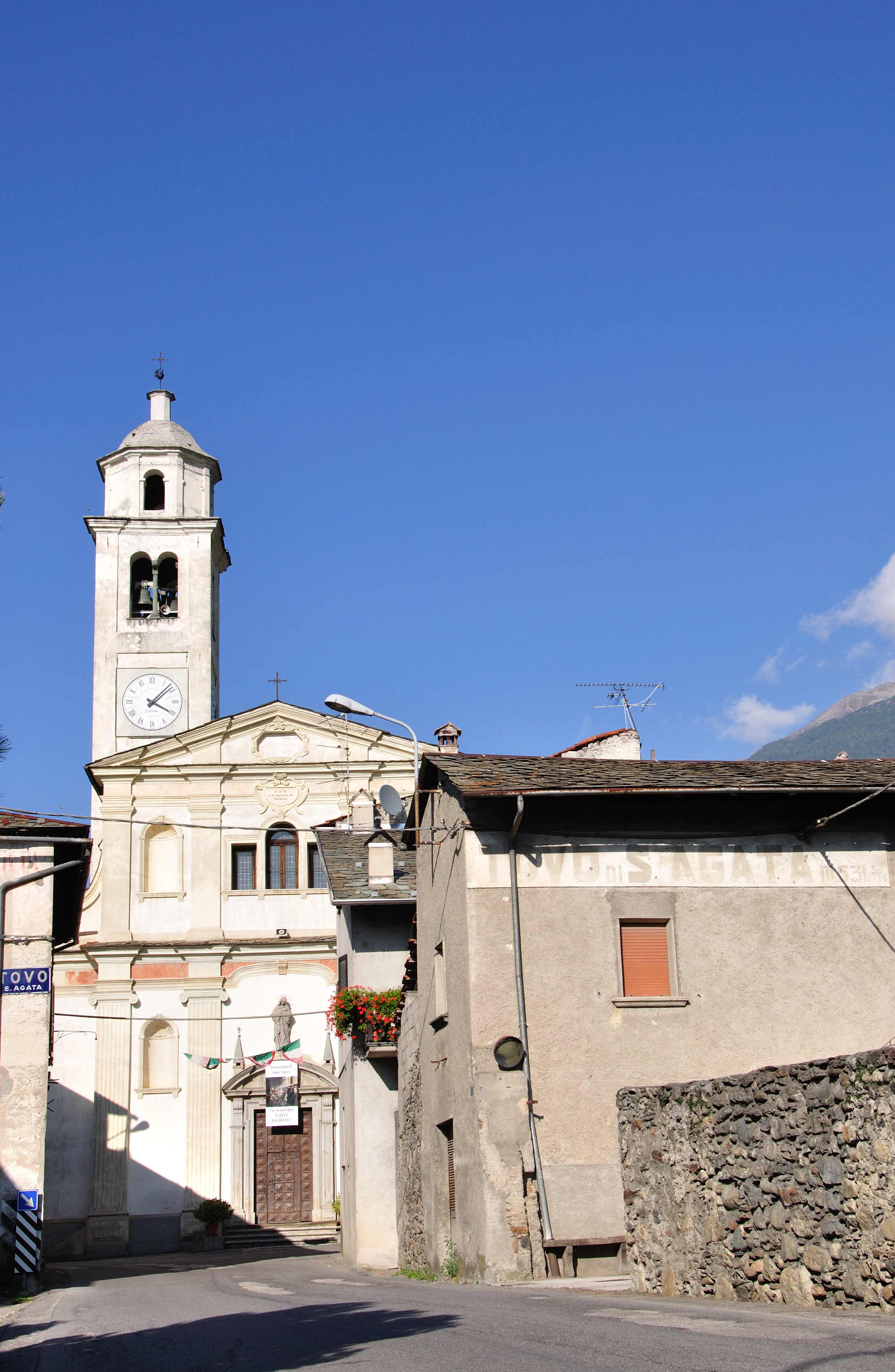
Pfarrkirche Tovo di Sant’Agata

Tovo di Sant’Agata ist eine Gemeinde in der Provinz Sondrio in der Lombardei, Italien.

## Geographie
Der Ort hat 611 Einwohner (Stand 31. Dezember 2024) auf 11 km² und liegt nahe der Grenze zum Kanton Graubünden, Schweiz. Die Nachbargemeinden sind Edolo (BS), Lovero, Mazzo di Valtellina, Monno (BS) und Vervio.

## Sonstiges
Von Tovo di Sant’Agata beginnt ein Anstieg der Steigung des Mortirolopasses nur einmal konfrontiert während Giro d’Italia 2012. Der Hang ist besonders hart mit einem Kies zementierten Abschnitt, aber unregelmäßiger als die klassische Seite von Mazzo di Valtellina hinauf.

## Sehenswürdigkeiten
- Oratorium Santi Ippolito e Cassiano mit Fresken von Cipriano Valorsa.
- Oberhalb des Dorfes steigt ein Pfad zur Burg von Bellaguarda, ehemals im Besitz der adeligen Venosta, mit einem Turm aus dem Jahr 1226.
- Weiter sieht man den Turm von Pedenalée mit ghibellinischen Zinnen.